# Hans-Ulrich Lubk
Hans-Ulrich Lubk (* 17. April 1944 in Bad Liebenwerda) ist ein deutscher Landwirt und Politiker (CDU der DDR, CDU). Er gehörte 1990 der letzten Volkskammer der DDR an.

## Leben und Beruf
Lubk wuchs in Lausitz auf, wo er heute (Sgtand 3/2025) noch wohnt. Dort sowie in Bad Liebenwerda besuchte er die Grundschule. Anschließend absolvierte er eine Lehre zum Landwirt, dem er ein Studium der Landwirtschaft anschloss, welches er als staatlich geprüfter Landwirt abschließen konnte. Danach folgte ein Fernstudium an der Martin-Luther-Universität in Halle, dieses schloss er 1971 als Diplom-Agraringenieur ab.
Nachdem er als Lehrer an der Kreislandwirtschaftsschule tätig gewesen war, wurde Lubk 1969 zum Produktionsleiter und Leiter der Kooperativen Pflanzenproduktion berufen. 1978 wurde er Vorsitzender einer LPG für Pflanzenproduktion in der Lausitz.

## Politik
1965 trat Lubk in die CDU ein. Im Februar 1990 wurde er Kreisvorsitzender seiner Partei im Kreis Bad Liebenwerda. Darüber hinaus gehörte er dem Parteivorstand der CDU an und war dort Vorsitzender der Arbeitsgruppe „Agrarpolitik“.
Für die Volkskammerwahl 1990 wurde er als Spitzenkandidat der CDU im Wahlkreis Cottbus aufgestellt. In der Volkskammer war er stellvertretender Vorsitzender des Ausschusses für Ernährung, Landwirtschaft und Forsten. Dies blieb er bis zur Auflösung der Volkskammer zum 2. Oktober 1990.
Lubk gehörte lange Jahre der Stadtverordnetenversammlung von Bad Liebenwerda an, zeitweise als deren Vorsitzender sowie als Vorsitzender des Bauausschusses.